# Короткохвостая чёрная акула
Короткохвостая чёрная акула (лат. Etmopterus brachyurus) — вид хрящевых рыб рода чёрных колючих акул семейства Etmopteridae отряда катранообразных. Они обитают в западной части Тихого океана на глубине от 100 до 900 м. Максимальный зарегистрированный размер 50 см. У них вытянутое тело коричневого цвета, брюхо и нижняя часть головы чёрные, покрыты фотофорами. У основания обоих спинных плавников имеются шипы. Анальный плавник отсутствует. Коммерческой ценности не имеют.

## Таксономия
Впервые вид научно описан в 1912 году американскими ихтиологами Хьюгом Маккормиком Смитом и Льюисом Рэдклиффом. Голотип представляет собой самца длиной 22,7 см, пойманного в водах Филиппин у острова Холо на глубине 480 м (6°02' с. ш. 120°44' в. д.). Короткохвостые чёрные акулы схожи со светящимися чёрными акулами, однако, по морфологическому признаку (укороченный хвост) были признаны отдельным видом. Однако наружное и рентгенологическое исследование голотипа показало, что эта характеристика была аномалией и, скорее всего, была следствием травмы, полученной при жизни: конец хвостового плавника практически отсутствовал (вероятно, была откушена хищником), хвостовой плавник частично регенерировал, отрастив ложную лопасть. Возможно, этот вид является синонимом светящейся чёрной акулы. Короткохвостых чёрных акул часто путают со светящимися чёрными акулами и лат. Etmopterus molleri. Видовое название происходит от слов др.-греч. βραχύς «короткий» и οὐρά «хвост животного».

## Ареал
Короткохвостые чёрные акулы обитают в северо-западной и центрально-западной части Тихого океана, а также в восточной части Индийского океана у берегов Японии (юго-восток Хонсю), Западной Австралии и Филиппин. Эти акулы встречаются в верхней части материкового склона на глубине от 100 до 900 м.

## Описание
Максимальный зарегистрированный размер составляет 50 см. У этих акул стройное тело с длинным хвостом. Расстояние от начала основания грудных плавников до воображаемой линии, проведённой вертикально через основание нижней лопасти хвостового плавника примерно равно расстоянию от кончика рыла до основания грудных плавников, в 1,2 раза превышает дистанцию между основаниями грудных и брюшных плавников и намного длиннее расстояния между спинными плавниками. У взрослых акул основания грудных и брюшных плавников разнесены на небольшое расстояние, которое меньше длины головы. Расстояние от кончика рыла до основания первого спинного плавника примерно равно дистанции между спинными плавниками. Первый спинной плавник расположен ближе к грудным плавникам. Ширина головы равна расстоянию от кончика рыла до рта. Расстояние от кончика рыла до брызгалец немного больше дистанции между брызгальцами и основанием грудных плавников. Основание первого спинного плавника расположено над каудальной границей грудных плавников. Жаберные щели очень короткие, по ширине равны брызгальцам и составляют 1/3 или менее от длины глаз. Верхние зубы оснащены тремя зубцами.
Крупные овальные глаза вытянуты по горизонтали. Позади глаз имеются крошечные брызгальца. Ноздри размещены на кончике рыла. У основания обоих спинных плавников расположены рифлёные шипы. Второй спинной плавник и шип крупнее первых. Грудные плавники маленькие и закруглённые. Хвостовой стебель длинный, верхняя лопасть хвостового плавника удлинена, нижняя развита слабо. Расстояние между основанием второго спинного плавника и началом хвостового плавника равно примерно 1,4 дистанции между спинными плавниками. По бокам кожа плотно покрыта плакоидными чешуйками конической формы. Чешуйки расположены ровными рядами. Окраска сверху коричневая, нижняя часть головы и брюхо окрашены в чёрный цвет с резкой границей. Над и позади брюшных плавников пролегает узкая чёрная отметина.

## Биология
Короткохвостые чёрные акулы размножаются яйцеживорождением. В помёте от 6 до 16 детёнышей. Самцы и самки достигают половой зрелости при длине 33 и 40 см, соответственно. Длина новорожденных 11—13 см. 8 пойманных беременных самок вынашивали от 5 до 13 эмбрионов (в среднем 8,2). Небольшие акулы питаются ракообразными и головоногими, а более крупные — костистыми рыбами.

## Взаимодействие с человеком
Вид не представляет опасности для человека, не имеет коммерческой ценности. В качестве прилова попадает в коммерческие глубоководные сети. Данных для оценки Международным союзом охраны природы статуса сохранности вида недостаточно.